# Рани
Вижте пояснителната страница за други значения на Рани.
„Рани“ (на сръбски: Ране) е югославско-германски филм от 1998 година, криминална драма с елементи на абсурдна комедия на режисьора Сърджан Драгойевич по негов собствен сценарий. Действието се развива през 90-те години и разказва за навлизането на двама младежи в криминалните среди на Белград на фона на Югославските войни и политическите промени в страната. Главните роли се изпълняват от Душан Пекич, Милан Марич, Драган Белогърлич, Бранка Катич и Весна Тривалич.
Участието в „Рани“ остава единствената роля на Душан Пекич, който умира през 2000 година при неясни обстоятелства по време на военната си служба.